# Дуба Пељешка
Дуба Пељешка је насељено место у саставу општине Трпањ, Дубровачко-неретванска жупанија, Република Хрватска.

## Географски положај
Дуба Пељешка је најмање насеље на подручју општине Трпањ. Смештено је на обали у подножју највишег врха полуострва Пељешца Св. Илије (961 м) и 13 км удаљено од Трпња.
Како је већина становника још у 19. и 20. веку своју егзистенцију везала уз рад у Сједињеним Америчким Државама, у Дуби и домаће становништво долази на одмор и зато је Дуба и данас неоптерећена комерцијализацијом и масовним туризмом. Становници Дубе се баве риболовом и маслинарством.

## Историја
До територијалне реорганизације у Хрватској налазила се у саставу старе општине Дубровник.

## Становништво
На попису становништва 2011. године, Дуба Пељешка је имала 44 становника.
| Број становника по пописима | Број становника по пописима | Број становника по пописима | Број становника по пописима | Број становника по пописима | Број становника по пописима | Број становника по пописима | Број становника по пописима | Број становника по пописима | Број становника по пописима | Број становника по пописима | Број становника по пописима | Број становника по пописима | Број становника по пописима | Број становника по пописима | Број становника по пописима |
| --------------------------- | --------------------------- | --------------------------- | --------------------------- | --------------------------- | --------------------------- | --------------------------- | --------------------------- | --------------------------- | --------------------------- | --------------------------- | --------------------------- | --------------------------- | --------------------------- | --------------------------- | --------------------------- |
| 1857                        | 1869                        | 1880                        | 1890                        | 1900                        | 1910                        | 1921                        | 1931                        | 1948                        | 1953                        | 1961                        | 1971                        | 1981                        | 1991                        | 2001                        | 2011                        |
| 168                         | 191                         | 194                         | 201                         | 177                         | 199                         | 193                         | 156                         | 142                         | 158                         | 160                         | 136                         | 127                         | 67                          | 54                          | 44                          |

Напомена: Од 1857. до 1961. исказивано под именом Дуба.

### Попис1991.
На попису становништва 1991. године, насељено место Дуба Пељешка је имало 67 становника, следећег националног састава:
| Попис 1991.‍ | Попис 1991.‍ | Попис 1991.‍ | Попис 1991.‍ | Попис 1991.‍ |
| ----------- | ----------- | ----------- | ----------- | ----------- |
|             |             |             |             |             |
| Хрвати      | Хрвати      |             | 66          | 98,50%      |
| Муслимани   | Муслимани   |             | 1           | 1,49%       |
| укупно: 67  |             |             |             |             |

## Галерија слика
- Црква св. Анте
- Црква св. Маргарита
- Село
- Лучица
- Плажа
- Плажа
- Лучица
- Марина